# Cimetière de Vézelay
Le cimetière de Vézelay est le cimetière de la commune de Vézelay dans l'Yonne.

## Description
Situé en contrebas (côté chevet) de la basilique de Vézelay, ce petit cimetière rectangulaire offre un panorama sur la vallée. Il abrite aussi les sépultures de personnalités du monde intellectuel,. Christian Bobin dans Louise Amour, évoque même un « véritable salon de lecture. » Frédéric Lenoir dans La Parole perdue déclare : « ... Jamais elle n'avait vu nécropole plus poétique que le vieux cimetière de Vézelay : une prairie anarchique, bordée d'arbres, avait fait pousser des stèles dans un hamonieux désordre. Le long du mur d'enceinte, dans des mausolées blancs habillés de lierre et de lichen, le public couché regardait en se reposant et, tels deux gardiens paisibles mais vigilants, Jules Roy et le couple Zervos étaient allongés à l'entrée... »

## Personnalités
- Rosalie Vetch (1871-1951), amour de Paul Claudel, avec en épitaphe un vers du poète : « Seule la rose est assez fragile pour exprimer l'éternité. »[5],
- Christian Zervos (1889-1970), fondateur directeur des Cahiers d'art[6].
- Georges Bataille (1897-1962), écrivain ;
- Jules Roy (1907-2000), romancier, journaliste et historien ;
- Dorothy Thum (1910-1966), femme de lettres ;
- Max-Pol Fouchet (1913-1980), poète, romancier et homme de télévision (Lectures pour tous) ;
- Maurice Clavel (1920-1979), philosophe et journaliste ; sa tombe reprend un verset de saint Luc en épitaphe « Je te remercie ô Père d'avoir caché ces choses aux docteurs et aux sages et de les avoir révélées aux humbles et aux petits »[7] ;
- Jacques Saulnier (1928-2014), chef décorateur de cinéma ;
- Anne Everett (1943-2013), peintre ;

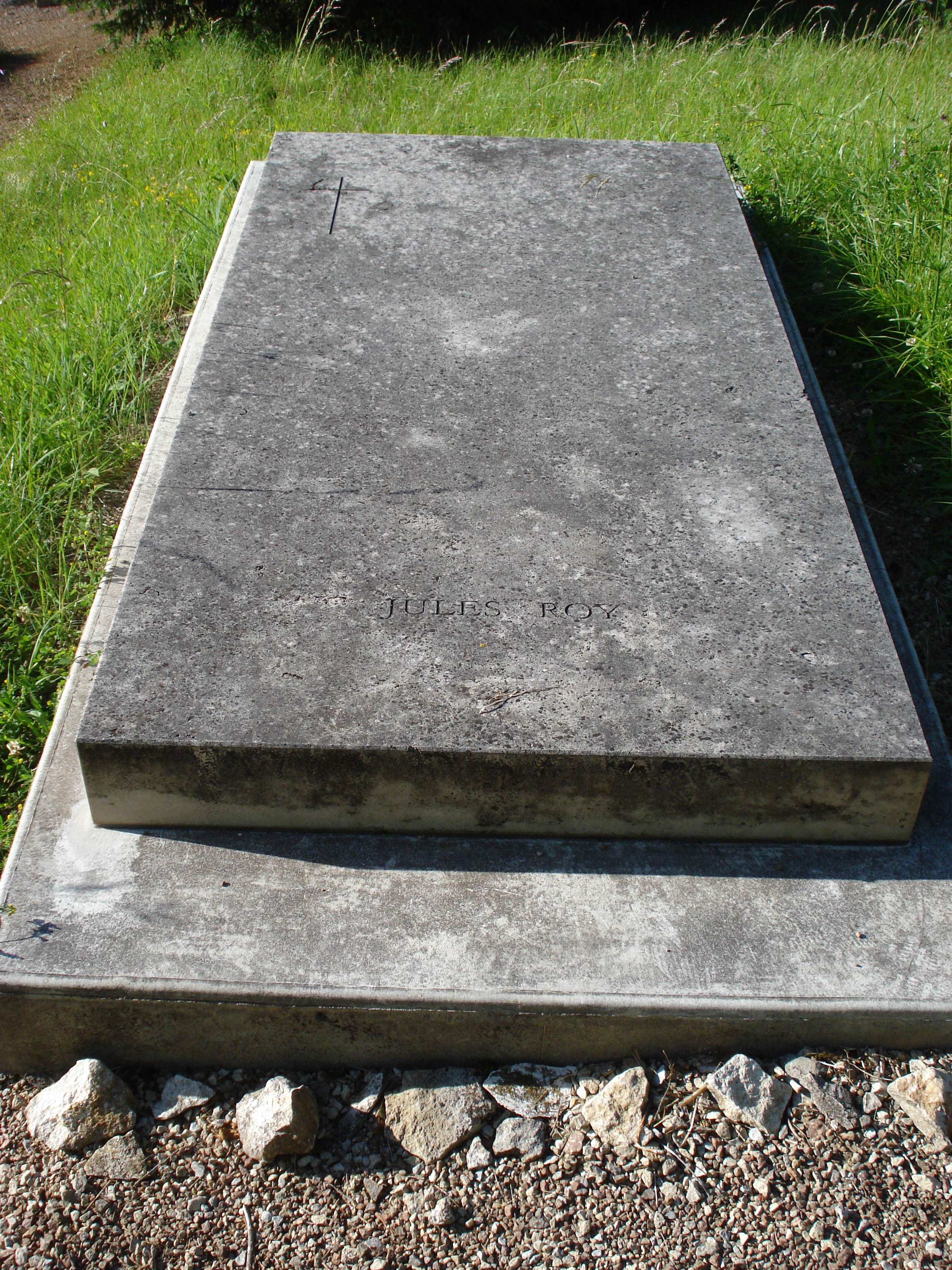
Tombe de Jules Roy.
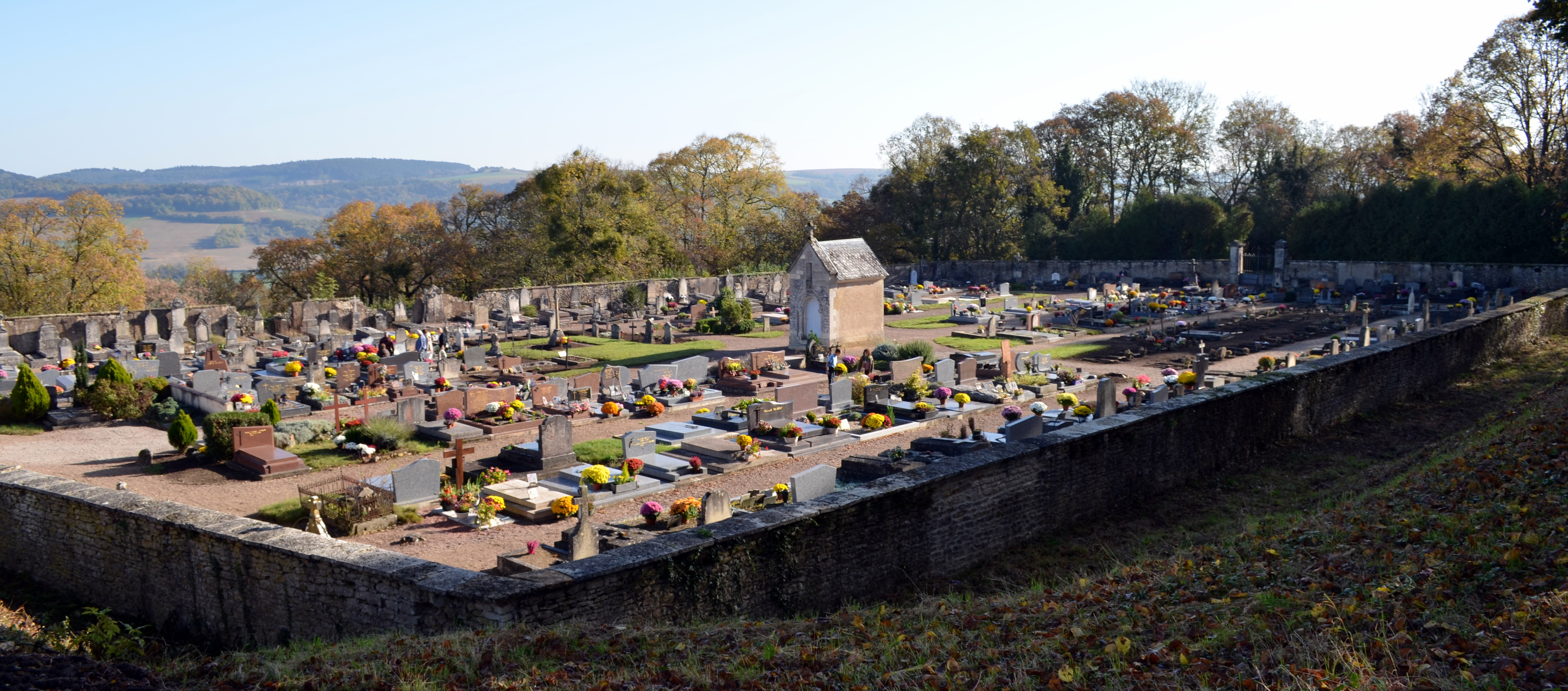
Vue du cimetière.